# Храмов, Андрей Михайлович
Андрей Михайлович Храмов (род. 17 января 1981, Башкирская АССР) — заслуженный мастер спорта, шестикратный чемпион мира по спортивному ориентированию. Инструктор по спортивному ориентированию Центрального спортивного клуба Армии, имеет звание капитан. Представляет Новгородскую область.

## Биография
Родился в Башкирии д.Денискино Федоровский район в 1981 году. Отец — Михаил Алексеевич Храмов около двадцати лет работал директором школы, преподавал алгебру и геометрию. Мать — Раиса Исаевна Храмова — домохозяйка. Кроме Андрея в семье Храмовых росло ещё двое сыновей.
В 1987-м вместе с семьей переехал в Краснодарский край на хутор Садовый Крымского района, где и сейчас живут его родители. Позже вместе с женой Надеждой переехал в станицу Варениковскую. В 2002 году родился сын Александр Андреевич.В 2011 году родилась дочь Варвара Андреевна.
Заниматься ориентированием начал в 9 лет, когда учился в 3-м классе средней школы х. Садовый. Занятия в секции проводил школьный преподаватель — Мищенко Сергей Павлович — первый тренер Андрея.
Серьёзно начал заниматься спортивным ориентированием под руководством Андрея Федоровича Подоляна, который был его тренером до перехода в элиту, и именно занимаясь у него Андрей выиграл первое своё Первенство России и стал Чемпионом мира среди юниоров.
До юниорского возраста Андрея по спортивному ориентированию тренировал Андрей Подолян, а с 13 лет, с целью улучшения беговой подготовки, тренировки по легкой атлетике стал проводить Александр Олегович Гуков.
В настоящее время его тренером является Игорь Акерманович Гуриев, Подолян Андрей Федорович и Гуков Александр Олегович.
В 2004 году окончил Факультет автомобильно-дорожных и кадастровых систем (ФАДКС) КубГТУ.

## Спортивные достижения
Впервые заявил о себе в 18 лет, когда выиграл золотую медаль на длинной дистанции на юниорском чемпионате мира в Варне (Болгария) в 1999 году. Через два года (2001) повторил свой успех на чемпионате мира среди юниоров в Венгрии.
В 2005 году Андрей Храмов стал первым российским ориентировщиком, выигравшим золотую медаль на Чемпионатах Мира по ориентированию бегом (Айти, Япония, 2005). В том же году Храмов впервые в отечественной истории выиграл Кубок Мира по спортивному ориентированию бегом.
В следующем, 2006 году, на чемпионате мира в Дании (Орхус) российская мужская команда в составе Романа Ефимова, Андрея Храмова и Валентина Новикова впервые в российском истории завоевала золотую медаль в эстафете.
На чемпионате мира в Чехии в 2008 году выиграл золотую медаль в спринте, опередив швейцарца Даниэля Хубмана всего на 2 секунды.

## Занимательные факты
- На своих первых соревнованиях стал последним среди всех своих одноклассников[6].
- Личный рекорд в беге на 5000 м на стадионе равен 14.05[4][12] и на 3000м — 8.06[13].
- Участвует в финальном сочинском этапе эстафеты огня XXII Зимних Олимпийских игр.